# Casa Jaume Canes

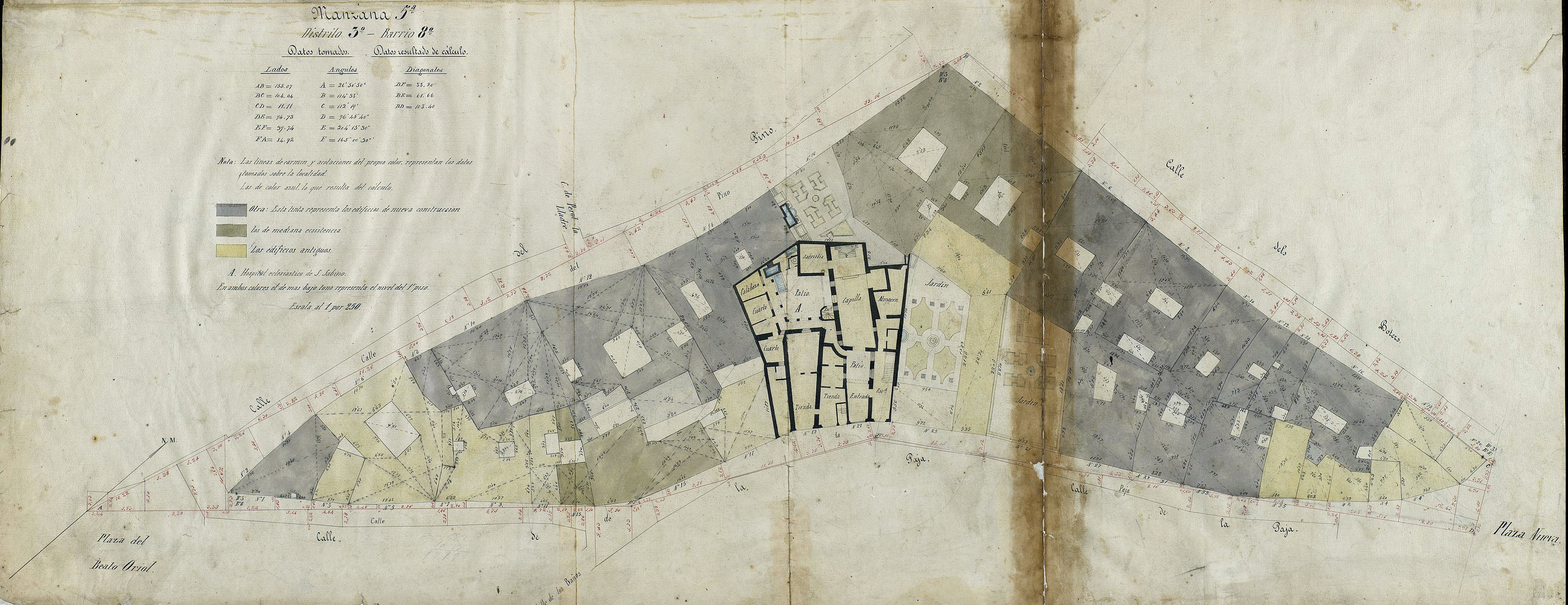
Quarteró de Garriga i Roca núm. 61b (c. 1860)

La casa Jaume Canes és un edifici situat al carrer dels Boters, 10 de Barcelona, catalogat com a bé cultural d'interès local.

## Història
El 1731, el taverner Miquel Constançó va adquirir al notari Francesc Bosch i Soler una casa al carrer dels Boters, i també va adquirir en emfiteusi al pagès Esteve Carrió una botiga o passadís amb sortida al carrer de la Palla. Casat amb una tal Maria (†1770), tingueren dos fills: el clergue Antoni Constançó (†1745), i l'escrivent Miquel, que el 1735 es va casar a l'església del Pi amb Josepa Rufart, natural de Balaguer, i foren pares de Miquel Constançó i Rufart, enginyer militar destinat a Mèxic.
El 1774, la vídua Josepa, la seva filla Maria Rosa, casada amb el procurador Aleix Petrús, i el seu fill Ramon, notari, vengueren la casa familiar a Madrona, vídua del velluter Rafael Sala, i al seu fill Josep Anton Sala, també velluter, per gairebé 8.000 lliures, preu pel qual aquests la revendrien al taverner Anton Jorí el 1789. El 1847, a la mort del seu fill Jaume Jorí i Molist, botiguer, els seus marmessors, entre ells el seu germà Joaquim, propietari d'⅓ de la finca, la vengueren al teixidor de vels Jaume Canes i la seva esposa Maria Casanovas per 13.500 lliures. Tot seguit, aquests van encarregar el projecte d'un nou edifici a l'arquitecte Joan Cortès i de Ribera, que va cobrar 18.155 lliures 4 sous i 3 diners.
Canes fou l'administrador de la societat minera Fomento Industrial, que explotava les mines de lignit dels termes de Calaf i Sant Martí Sesgueioles i el 1863 es va fusionar amb Prosperidad Catalana i Industrial minera de Calaf per a constituir la Unión Minera.

## Descripció
Consta de planta baixa i quatre pisos. Els baixos tenen dues entrades, una d'elles corresponent a l'escala de veïns  l'altra a un local comercial amb sortida al carrer de la Palla, 29: «un pasadizo que constituye una servidumbre activa de la casa número diez de la calle de Boters, como la que mediante dicho pasadizo comunica con la calle de la Paja, en la que tiene el número veintenueve.»
Les obertures són en forma rectangular i estan resseguides per motllures. Al damunt s'hi disposen un parell de mènsules que actuen com a suport visual de la balconada del pis principal, que té una barana de ferro colat. La resta de pisos exhibeixen dos balcons individuals, les baranes dels quals decreixen en dimensions a mesura que augmenta l'alçada de l'edifici.
La façana està decorada per uns plafons verticals enfonsats, a l'interior dels quals s'insereixen uns relleus de terracota que presenten motius de fullatge i cargols marins. El relleu central és més ample, mentre que als laterals se'n situen dos de més estrets. Hi ha un punt, ubicat entre el segon i el tercer pis, en què una motllura horitzontal parteix els relleus i en fa una clara divisió. Al centre de la façana i precedint-ne la cornisa de coronament, hi ha un altre relleu de terracota, aquest cop en posició horitzontal.
A la reixa d'una porta del vestíbul figura la data de 1848 i les inicials JC.
Al principal hi ha l'anomenada Academia Central de Corte F. Larauza, una escola de modistes fundada a principis del segle xx per Elisa Marsell (†1956), vídua del corresponsal de diaris Ernest Larauza, sota la raó social Vda. de E. Larauza i continuada per la seva filla Flora, que fins a la recent rehabilitació de la façana hi conservava encara el rètol.